# Jacobus Van Cortland
Jacobus van Cortlandt (Nuova Amsterdam, 1658 – Bergen Township, 1739) è stato un politico e mercante statunitense, 30° e 33° sindaco di New York.